# Vlassivka (oblast de Kirovohrad)
Vlassivka (en ukrainien : Власівка) ou Vlassovka (en russe : Власовка) est une commune urbaine de l'oblast de Kirovohrad, en Ukraine. Sa population s'élevait à 7 377 habitants en 2021.

## Géographie
Vlassivka se trouve sur la rive gauche (nord) du Dniepr immédiatement au-dessous du barrage, qui forme le réservoir de Krementchouk. Son territoire se trouve ainsi isolé sur la riche gauche du Dniepr, contrairement au reste de l'oblast de Kirovohrad, qui se trouve sur la rive droite.

## Administration
Vlassivka fait partie de la municipalité de Svitlovodsk (en ukrainien : Світловодська міськрада, Svitlovodska miskrada), qui comprend la ville de Svitlovodsk et la commune urbaine de Vlassivka.

## Histoire
Le village de Vlassivka accéda au statut de commune urbaine en 1960.

## Population
Recensements (*) ou estimations de la population :
| 1970* | 1979* | 1989* | 2001* |
| ----- | ----- | ----- | ----- |
| 3 900 | 5 210 | 7 319 | 7 515 |

| 2010  | 2011  | 2012  | 2013  |
| ----- | ----- | ----- | ----- |
| 7 748 | 7 724 | 7 739 | 7 719 |

| 2021  | - | - | - |
| ----- | - | - | - |
| 7 377 | - | - | - |